# 秦氏毛蕨
秦氏毛蕨（学名：Cyclosorus chingii），为金星蕨科毛蕨属下的一个种。本种以植物学家Ching命名。